# Sierra Papacal
Sierra Papacal är en ort i Mexiko.   Den ligger i kommunen Mérida och delstaten Yucatán, i den östra delen av landet, 1 000 km öster om huvudstaden Mexico City. Sierra Papacal ligger 7 meter över havet och antalet invånare är 1 108.
Terrängen runt Sierra Papacal är mycket platt. Runt Sierra Papacal är det mycket tätbefolkat, med 1 018 invånare per kvadratkilometer. Närmaste större samhälle är Progreso de Castro, 18,9 km norr om Sierra Papacal. Trakten runt Sierra Papacal består till största delen av jordbruksmark.